# بحيرة ميرسيد

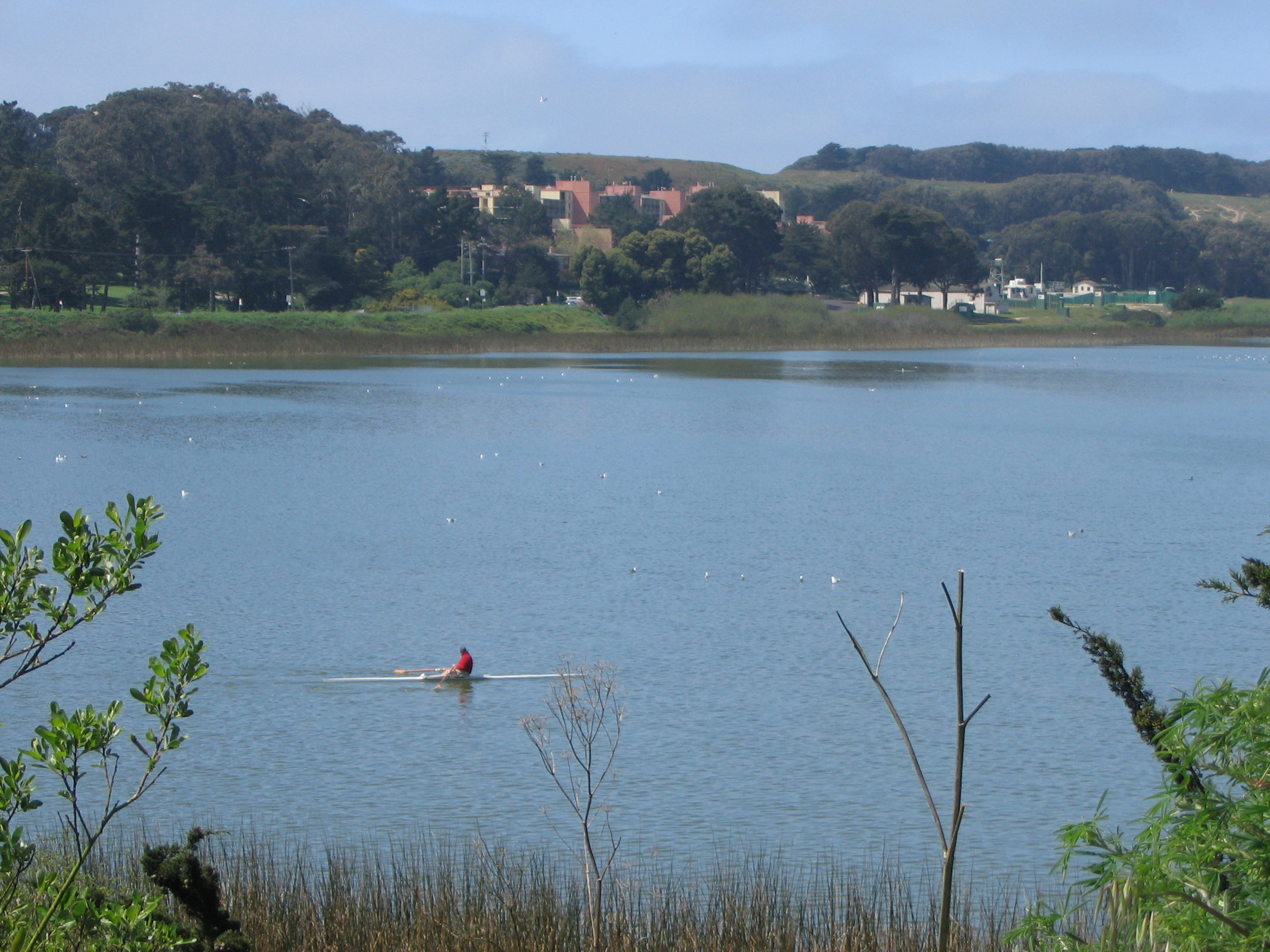
بحيرة ميرسيد.

بحيرة ميرسيد هي بحيرة مياه عذبة تقع في الزاوية الجنوبية الغربية في سان فرانسيسكو، كاليفورنيا. يحيط بالبحيرة ثلاث ملاعب غولف، بالإضافة إلى منطقة سكنية وعدة مدارسة وجامعة.  تبلغ مساحة البحيرة 26 هكتار.